# Moulay Hafid Elalamy
Pour les articles homonymes, voir Alami.
 (février 2023).
Moulay Hafid Elalamy (arabe : مولاي حفيظ العلمي), souvent désigné par l'acronyme MHE, né le 13 janvier 1960 à  Marrakech, est un entrepreneur, homme d'affaires et homme politique marocain.
Fondateur du Groupe Saham, il est à la tête de la CGEM de 2006 à 2009 et Ministre de l'Industrie et du Commerce du Maroc de 2013 à 2021.
Il est le 40e homme le plus riche d'Afrique avec une fortune personnelle estimée à 620 millions de dollars.

## Éléments personnels

### Origines
Dernier des quatre enfants du couple Elalamy, Moulay Hafid est né en janvier 1960 à Marrakech dans une famille bourgeoise. Son père dirige l’agence locale de la Banque du Maroc.
À l’âge de dix ans, il perd son père et doit dès lors s’occuper des affaires familiales, étant alors le seul fils à la maison (ses trois sœurs et son frère avaient déjà quitté le foyer). Il aura notamment à gérer une ferme que les Elalamy possèdent non loin de Marrakech.[réf. nécessaire]

### Formation
Il poursuit ses études au Lycée Victor Hugo de Marrakech. Il optera pour des études supérieures au Québec, où  il obtient un diplôme de l'Université de Sherbrooke en systèmes d'information.

## Carrière professionnelle

### Canada
Diplôme d’actuariat en poche, il intègre le Ministère des Finances du Québec. Il bifurque bientôt vers le secteur des assurances, gravit un à un les échelons et devient vice-président du groupe Solidarité-Unique.[réf. nécessaire]

### Retour au Maroc
En 1989, il est approché par Abbes Bennani-Smires, fondateur d’Agma, dont il fera plus tard l’acquisition. Ce dernier le présente à son tour à Robert Assaraf, directeur général de l’ONA, qui, le recommande à M. Filali et son conseiller Farid BritelI. Il sera nommé directeur général de la Compagnie africaine d'assurance (CAA), filiale du Groupe ONA. Il prendra la Direction Générale d’une filiale de l’ONA, la Compagnie Africaine d’Assurance (CAA).[réf. nécessaire]
En 1994, il devient Secrétaire général du groupe ONA.
Il est alors réputé extrêmement proche de Fouad Filali, patron de l'ONA et fils de Abdellatif Filali.[réf. nécessaire]

### Cabinet Agma
En octobre 1998, Agma fait ainsi son entrée sur la place casablancaise et vaut désormais 170 millions de dirhams, contre 60 millions deux ans plus tôt. Moulay Hafid Elalamy ne vend qu’une toute petite partie de sa participation.
Il ne se retirera qu’un an plus tard. En février 1999, Agma est valorisée sur le marché à 420 millions de dirhams, deux fois et demie son prix initial, et l’ONA rachète toutes ses parts. Il rejoint ensuite de nouveau l'ONA comme salarié.
Officiellement, Moulay Hafid El Alamy aurait vendu pour éviter un conflit d'intérêts supplémentaire. Accusé de connivence avec Fouad Filali, ils se seraient partagés un gain allant jusqu’à 100 millions de dirhams. L'affaire fera couler beaucoup d'encre dans la presse mais Moulay Hafid Elalamy ne sera jamais accusé .
Deux mois après cette transaction, Fouad Filali, dont le mariage avec Lalla Meryem bat de l’aile, sera éjecté de l’ONA.  Il est remplacé par un directeur français. Moulay Hafid Elalamy, quitte par la suite l'ONA.[réf. nécessaire]

### Groupe SAHAM
En 1995, il crée le Groupe Saham.
En 1999, il crée Phone Assistance, premier centre d’appels au Maroc.
En 2004, acquisition d’une part majoritaire dans ISAAF Assistance et le Groupe Saham noue un partenariat stratégique entre Bertelsmann et Phone Assistance.
En 2005, acquisition de 67,01% de CNIA Assurance et en 2006, acquisition de 100% de Assurances Es Saada. La fusion entre les 2 compagnies d’assurance verra le jour en 2009.

### Président de la Confédération Générale des Entreprises du Maroc
En 2006, Moulay Hafid Elalamy devient Président de la CGEM, un mouvement syndicat patronal.
Il quitte la Présidence de la CGEM en mai 2009.

### Ministre de l’Industrie, du Commerce, et du Numérique
Le 10 octobre 2013, il est nommé par le Roi Mohammed VI, Ministre de l'Industrie, du Commerce, de l'Investissement et de l’Économie Numérique dans le Gouvernement Benkiran II.
Le 5 avril 2017, il est reconduit dans ses fonctions dans le Gouvernement El Otmani I.
En janvier 2018, le Roi Mohammed 6 nomme Moulay Hafid Elalamy à la tête du comité de candidature du Maroc pour le mondial de football 2026.
En mars 2018, Moulay Hafid Elalamy cède toutes ses participations dans le secteur de l’assurance (Saham Finances) au géant sud-africain Sanlam pour plus de 1,05 milliard de dollars . Moulay M'hammed Elalamy affirme que son père -  Ministre de l'Industrie du Commerce - n'était pas directement impliqué dans cette négociation .
La vente est critiquée publiquement par Othman Benjelloun 
Le 9 octobre 2019, il est reconduit dans le 32e gouvernement du Maroc, dit El Otmani II.
Le 7 octobre 2021, Moulay Hafid El Alamy quitte son poste de Ministre de l'Industrie, du Commerce, de l'Investissement et de l'Économie Numérique.